# Nzalat Laadam
Nzalat Laadam  (in arabo انزالت لعظم‎?) è un centro abitato e comune rurale del Marocco situato nella provincia di Rehamna, regione di Marrakech-Safi. Conta una popolazione di 14 838 abitanti (censimento 2014).